# Fara Novarese
Fara Novarese is een gemeente in de Italiaanse provincie Novara (regio Piëmont) en telt 2085 inwoners (31-12-2004). De oppervlakte bedraagt 9,4 km², de bevolkingsdichtheid is 222 inwoners per km².

## Demografie
Fara Novarese telt ongeveer 927 huishoudens. Het aantal inwoners steeg in de periode 1991-2001 met 1,3% volgens cijfers uit de tienjaarlijkse volkstellingen van ISTAT.
| Jaar | Inwoneraantal |
| ---- | ------------- |
| 1991 | 2087          |
| 2001 | 2115          |

## Geografie
Fara Novarese grenst aan de volgende gemeenten: Barengo, Briona, Carpignano Sesia, Cavaglio d'Agogna en Sizzano.

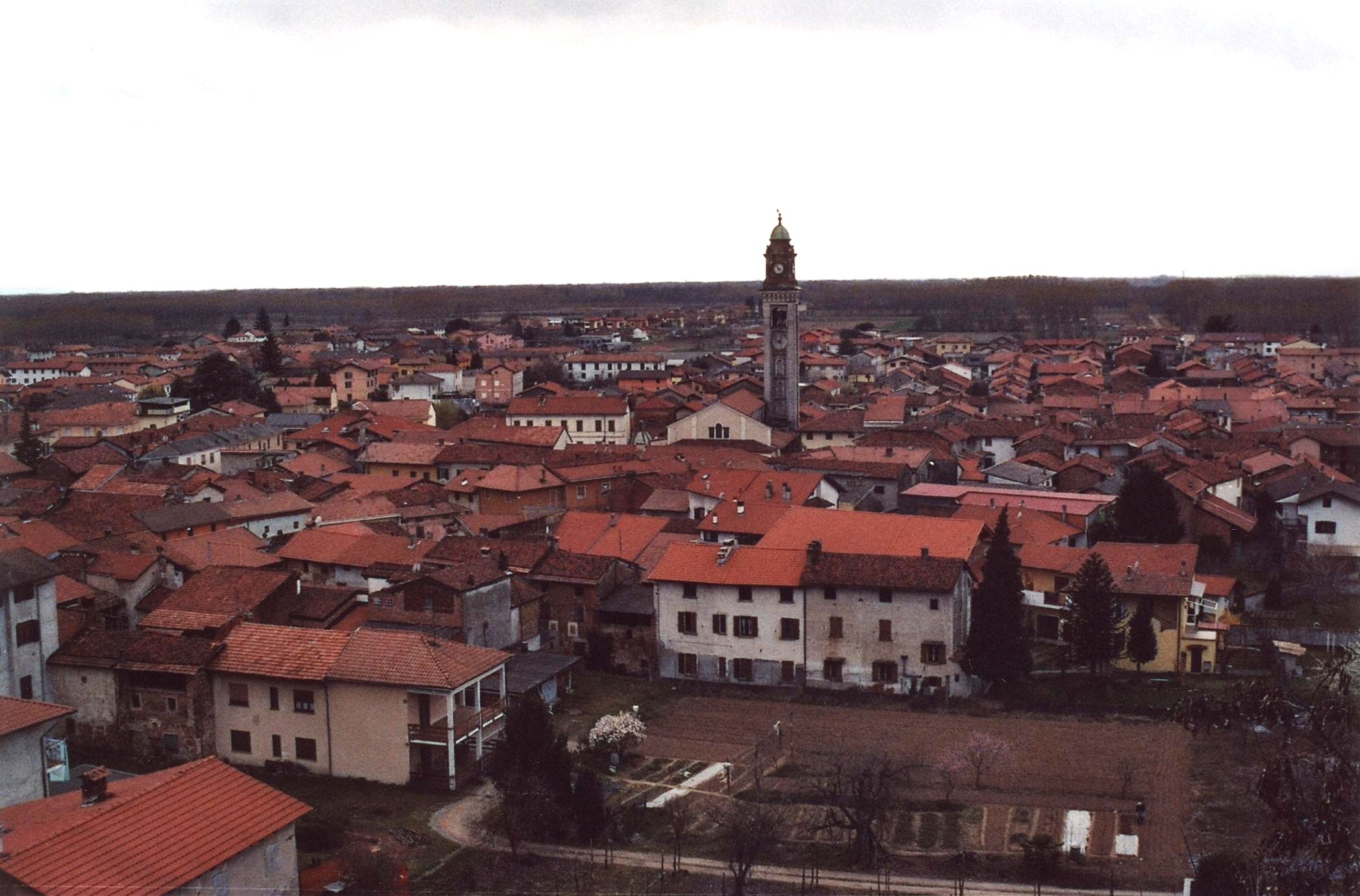
Luchtfoto